# Чемпіонат Африки з легкої атлетики 2018
Чемпіонат Африки з легкої атлетики 2018 був проведений на стадіоні імені Стівена Кеші в нігерійській Асабі.
За регламентом змагань, до участі у першості допускались спортсмени, які виповнили впродовж кваліфікаційного періоду встановлені нормативи.
Програма змагань складалась з 44 дисциплін, по 22 — у чоловіків та жінок.

## Призери

### Чоловіки
| Дисципліни                | Золото                                                                                 | Золото     | Срібло                                                                                            | Срібло   | Бронза                                                                | Бронза   |
| ------------------------- | -------------------------------------------------------------------------------------- | ---------- | ------------------------------------------------------------------------------------------------- | -------- | --------------------------------------------------------------------- | -------- |
| 100 метрів                | Акані Сімбіне ПАР                                                                      | 10,25      | Артур Сіссе Кот-д'Івуар                                                                           | 10,33    | Сімон Магакве ПАР                                                     | 10,35    |
| 200 метрів                | Нцинциглі Тіті ПАР                                                                     | 20,46      | Дівайн Одудуру Нігерія                                                                            | 20,60    | Люксоло Адамс ПАР                                                     | 20,60    |
| 400 метрів                | Баболокі Тебе Ботсвана                                                                 | 44,81      | Тапело Фора ПАР                                                                                   | 45,14    | Чиді Окезі Нігерія                                                    | 45,65    |
| 800 метрів                | Найджел Амос Ботсвана                                                                  | 1.45,20    | Еммануель Корір Кенія                                                                             | 1.45,65  | Мостафа Смаїлі Марокко                                                | 1.45,90  |
| 1500 метрів               | Елайджа Манангої Кенія                                                                 | 3.35,20    | Тімоті Черуйот Кенія                                                                              | 3.35,93  | Рональд Мусагала Уганда                                               | 3.36,41  |
| 5000 метрів               | Едвард Закайо Кенія                                                                    | 13.48,58   | Гетанех Молла Ефіопія                                                                             | 13.49,06 | Ємане Гайлеселассіє Еритрея                                           | 13.49,58 |
| 10000 метрів              | Джемаль Їмер Ефіопія                                                                   | 29.08,01   | Андамлак Беліху Ефіопія                                                                           | 29.11,09 | Тімоті Тороїтіч Уганда                                                | 29.11,87 |
| 110 метрів з бар'єрами    | Антоніо Алкана ПАР                                                                     | 13,51      | Оєнії Абеджоє Нігерія                                                                             | 13,87    | Веллінгтон Заза Ліберія                                               | 13,88    |
| 400 метрів з бар'єрами    | Абдельмалік Лахулу Алжир                                                               | 48,47 NR   | Корнел Фредерікс ПАР                                                                              | 49,40    | Зіед Азізі Туніс                                                      | 49,48    |
| 3000 метрів з перешкодами | Консеслус Кіпруто Кенія                                                                | 8.26,38    | Суф'ян ель Баккалі Марокко                                                                        | 8.28,01  | Гетнет Вале Ефіопія                                                   | 8.30,87  |
| 4×100 метрів              | ПАРГенріхо Брейнтьїс Саймон Магакве Еміль Еразмус Акані Сімбіне Нцинциглі Тіті (забіг) | 38,26 CR   | НігеріяОго-Огене Егверо Еджоввокогене Одудуру Еммануель Ороволо Сеє Огунлеве Інох Адегоке (забіг) | 38,74    | Кот-д'ІвуарНехемія Гнамьєн Вільфрід Коффі Артур Сіссе Бен Юссеф Мейте | 38,92    |
| 4×400 метрів              | КеніяДжаред Моманьї Альфас Кішоян Арон Коеч Еммануель Корір                            | 3.00,92 CR | ПАРЗакіті Нене Корнел Фредерікс Пітер Конраді Тапело Фора Ле Ру Гамман (забіг)                    | 3.03,50  | НігеріяОрукпе Ерайокан Рілван Аловонле Іса Саліху Чиді Окезі          | 3.04,88  |
| Ходьба 20 кілометрів      | Самуель Гатімба Кенія                                                                  | 1:25.14    | Лебоганг Шанге ПАР                                                                                | 1:25.25  | Гассанін Себеї Туніс                                                  | 1:25.25  |
| Стрибки у висоту          | Метью Саве Кенія                                                                       | 2,30 NR    | Кріс Молея ПАР                                                                                    | 2,26     | Мфо Лінкс ПАР                                                         | 2,15     |
| Стрибки з жердиною        | Мохамед Ромдхана Туніс                                                                 | 5,20       | Валько ван Вік ПАР                                                                                | 5,10     | Мейді Чехата Туніс                                                    | 5,10     |
| Стрибки у довжину         | Рушвал Самааї ПАР                                                                      | 8,45 CR    | Луво Маньонга ПАР                                                                                 | 8,43     | Яг'я Беррабах Марокко                                                 | 8,14w    |
| Потрійний стрибок         | Уг Фабріс Занго Буркіна-Фасо                                                           | 17,11 NR   | Ґодфрі Хотсо Макоена ПАР                                                                          | 16,83    | Яссер Трікі Алжир                                                     | 16,78    |
| Штовхання ядра            | Чуквуебука Енеквечі Нігерія                                                            | 21,08 CR   | Мохамед Халіф Єгипет                                                                              | 19,33    | Кайл Блігнот ПАР                                                      | 19,05    |
| Метання диска             | Віктор Гоган ПАР                                                                       | 60,06      | Вернер Віссер ПАР                                                                                 | 58,22    | Ельбіхір Мбаркі Марокко                                               | 54,97    |
| Метання молота            | Мостафа аль Гамель Єгипет                                                              | 73,50      | Іслам Мохамед Єгипет                                                                              | 73,50    | Гассан Абдель Гавад Єгипет                                            | 69,90    |
| Метання списа             | Джуліус Єго Кенія                                                                      | 77,34      | Філ-Мар ван Ренсбург ПАР                                                                          | 76,57    | Куре Адамс Нігерія                                                    | 75,69    |
| Десятиборство             | Ларбі Буррада Алжир                                                                    | 8101       | Фрідріх Преторіус ПАР                                                                             | 7733     | Семюель Осадолор Нігерія                                              | 7095     |

### Жінки
| Дисципліни                | Золото                                                                 | Золото     | Срібло                                                                  | Срібло   | Бронза                                                            | Бронза     |
| ------------------------- | ---------------------------------------------------------------------- | ---------- | ----------------------------------------------------------------------- | -------- | ----------------------------------------------------------------- | ---------- |
| 100 метрів                | Марі-Жозе Та Лу Кот-д'Івуар                                            | 11,15      | Джанет Ампонса Гана                                                     | 11,54    | Джой Удо-Габріель Нігерія                                         | 11,58      |
| 200 метрів                | Марі-Жозе Та Лу Кот-д'Івуар                                            | 22,50      | Жермен Бевіна Камерун                                                   | 23,36    | Джанет Ампонса Гана                                               | 23,38      |
| 400 метрів                | Кастер Семеня ПАР                                                      | 49,96 NR   | Крістін Ботлогетсве Ботсвана                                            | 51,19    | Їнка Аджаї Нігерія                                                | 51,34      |
| 800 метрів                | Кастер Семеня ПАР                                                      | 1.56,06 CR | Франсін Нійонсаба Бурунді                                               | 1.57,97  | Хабітам Алему Марокко                                             | 1.58,86    |
| 1500 метрів               | Вінні Чебет Кенія                                                      | 4.14,02    | Рабебе Арафі Марокко                                                    | 4.14,12  | Маліка Аккауї Марокко                                             | 4.14,17    |
| 5000 метрів               | Геллен Обірі Кенія                                                     | 15.47,18   | Сенбере Тефері Ефіопія                                                  | 15.54,48 | Мескерем Мамо Ефіопія                                             | 15.57,38   |
| 10000 метрів              | Стейсі Ндіва Кенія                                                     | 31.31,17   | Еліс Навовуна Кенія                                                     | 31.36,12 | Гете Алемаєху Ефіопія                                             | 32.10,68   |
| 100 метрів з бар'єрами    | Тобі Амусан Нігерія                                                    | 12,86      | Рікенетте Стенкамп ПАР                                                  | 13,18    | Росвіта Оку Кот-д'Івуар                                           | 13,39      |
| 400 метрів з бар'єрами    | Глорі Натаніель Нігерія                                                | 55,43      | Ламіае Лабз Марокко                                                     | 56,66    | Венда Нел ПАР                                                     | 57,04      |
| 3000 метрів з перешкодами | Беатріс Чепкоеч Кенія                                                  | 8.59,88 CR | Селліфін Чеспол Кенія                                                   | 9.09,61  | Фенсі Чероно Кенія                                                | 9.23,92    |
| 4×100 метрів              | НігеріяДжой Удо-Габріель Блессінґ Окаґбаре Тобі Амусан Розмарі Чуквума | 43,77      | Кот-д'ІвуарАделін Гуенон Карель Елоді Зікет Росвіта Оку Марі-Жозе Та Лу | 44,40    | КеніяЮніс Кадого Міллісент Ндоро Джоан Чероно Фреша Мвангі        | 45,58      |
| 4×400 метрів              | НігеріяПейшенс Джордж Абіке Егбенії Фолашаде Абуган Їнка Алаї          | 3.31,17    | КеніяМорін Джелагат Геллен Сембуа Навіан Мічира Вероніка Мутуа          | 3.35,45  | ЗамбіяКвінсі Малекані Ебігел Сепісо Рода Нджобву Мейджорі Чисанга | 3.38,18 NR |
| Ходьба 20 кілометрів      | Єхуалеє Белетев Ефіопія                                                | 1:31.46 NR | Грейс Ванджиру Кенія                                                    | 1:35.54  | Чахімез Насрі Туніс                                               | 1:37.20    |
| Стрибки у висоту          | Еріка Сеяма Есватіні                                                   | 1,80       | Года Гаграс Єгипет                                                      | 1,80     | Аріят Дібов Ефіопія                                               | 1,80       |
| Стрибки з жердиною        | Дора Махфудхі Марокко                                                  | 4,10       | Діна Ельтабаа Єгипет                                                    | 4,05     | Несрін Брініс Туніс                                               | 3,90       |
| Стрибки у довжину         | Есе Бруме Нігерія                                                      | 6,83       | Марте Коала Буркіна-Фасо                                                | 6,54 w   | Лініке Бенеке ПАР                                                 | 6,38       |
| Потрійний стрибок         | Грейс Анігбата Нігерія                                                 | 14,02      | Зінзі Чабангу ПАР                                                       | 13,59    | Лерато Сечеле Лесото                                              | 13,31      |
| Штовхання ядра            | Іске Сенекал ПАР                                                       | 17,24      | Джессіка Інчуде Гвінея-Бісау                                            | 16,76    | Міке Стрейдом ПАР                                                 | 15,99      |
| Метання диска             | Чіома Оньєквере Нігерія                                                | 58,09      | Чинве Окоро Нігерія                                                     | 57,37    | Іске Сенекал ПАР                                                  | 53,82      |
| Метання молота            | Сукайна Закур Марокко                                                  | 68,28 NR   | Темілола Огунрінде Нігерія                                              | 67,39 NR | Дженніфер Бату Республіка Конго                                   | 66,43 NR   |
| Метання списа             | Келечі Нванага Нігерія                                                 | 56,96      | Джо-Ане ван Дік ПАР                                                     | 53,72    | Джозефін Лалам Уганда                                             | 51,33      |
| Семиборство               | Оділь Агуанвану Бенін                                                  | 5999       | Марте Коала Буркіна-Фасо                                                | 5967     | не вручалась                                                      |            |

## Медальний залік
| Місце               | Країна              | Золото | Срібло | Бронза | Загалом |
| ------------------- | ------------------- | ------ | ------ | ------ | ------- |
| 1                   | Кенія               | 11     | 6      | 2      | 19      |
| 2                   | ПАР                 | 9      | 14     | 8      | 31      |
| 3                   | Нігерія             | 9      | 5      | 6      | 20      |
| 4                   | Ефіопія             | 2      | 3      | 5      | 10      |
| 5                   | Кот-д'Івуар         | 2      | 2      | 2      | 6       |
| 6                   | Ботсвана            | 2      | 1      | 0      | 3       |
| 7                   | Туніс               | 2      | 0      | 5      | 7       |
| 8                   | Алжир               | 2      | 0      | 1      | 3       |
| 9                   | Єгипет              | 1      | 4      | 2      | 7       |
| 10                  | Марокко             | 1      | 3      | 4      | 8       |
| 11                  | Буркіна-Фасо        | 1      | 2      | 0      | 3       |
| 12                  | Бенін               | 1      | 0      | 0      | 1       |
| 12                  | Есватіні            | 1      | 0      | 0      | 1       |
| 14                  | Гвінея-Бісау        | 0      | 1      | 0      | 1       |
| 14                  | Бурунді             | 0      | 1      | 0      | 1       |
| 14                  | Гана                | 0      | 1      | 0      | 1       |
| 14                  | Камерун             | 0      | 1      | 0      | 1       |
| 18                  | Уганда              | 0      | 0      | 3      | 3       |
| 19                  | Республіка Конго    | 0      | 0      | 1      | 1       |
| 19                  | Еритрея             | 0      | 0      | 1      | 1       |
| 19                  | Замбія              | 0      | 0      | 1      | 1       |
| 19                  | Лесото              | 0      | 0      | 1      | 1       |
| 19                  | Ліберія             | 0      | 0      | 1      | 1       |
| Загалом (23 збірні) | Загалом (23 збірні) | 44     | 44     | 43     | 131     |